# Joop de Knegt

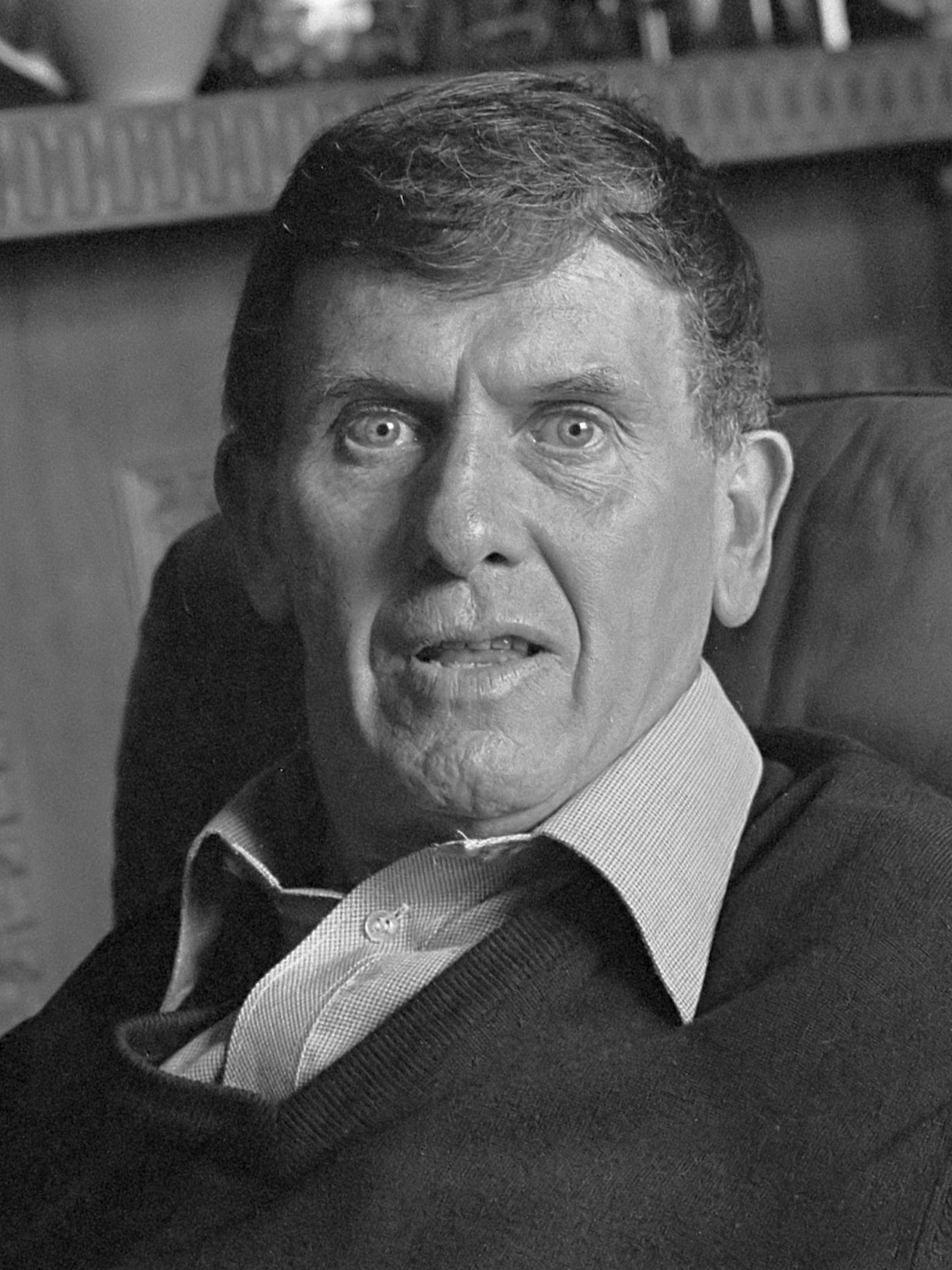
Joop de Knegt (1983)

Johannes (Joop) de Knegt (Nieuwer-Amstel, 1 maart 1931 – Amsterdam, 22 oktober 1998) was een Nederlands zanger. Hij werd vooral bekend door het nummer Ik sta op wacht (1957).
De Knegt werkte bij een textielfirma in Amsterdam toen hij in dienst moest. Hij werd korporaal bij de Koninklijke Luchtmacht. Tijdens een excursie naar de KRO-studio werd zijn zangtalent ontdekt. Toby Rix stelde hem voor aan Ger de Roos van het Orkest Zonder Naam. De Knegt nam in de radiostudio High Noon op, dat kort daarvoor door Frankie Laine was uitgebracht als titelsong van de gelijknamige, snel befaamd geworden westernfilm. Toen het nummer op 20 september 1952 werd uitgezonden werd er door veel luisteraars gereageerd. De Knegt kreeg hierop een platencontract aangeboden. Van High Noon werden 180 duizend exemplaren verkocht - destijds goed voor een gouden 78 toeren-plaat.

## Ik sta op wacht
Zijn grootste hit was Ik sta op wacht (1957), geschreven door Stan Haag, André de Raaff en Jacques Schutte. Het nummer werd geproduceerd door Rine Geveke. Hierna volgde nog Wij zwaaien af.

## Theaterbureau
De Knegt stopte in 1960 met zingen en richtte een theaterbureau op dat hij High Noon noemde. Later nam hij nog enkele nummers op, maar had daarmee geen succes. De Knegt overleed in 1998 op 67-jarige leeftijd.